# Sweet Goodbye
Sweet Goodbye (gestileerd als Sweet Goodbye.) is een live-verzamelalbum van de Nederlandse band Krezip. Het album werd op 1 augustus 2009 uitgebracht door Sony BMG. Het bevat een live-opgenomen registratie van de band en werd uitgebracht na twee uitverkochte concerten in de Heineken Music Hall. De omroep BNN zond op 26 juni 2009 de registratie met bijbehorende beelden uit onder de naam 3 on stage: Afscheid Krezip.

## Tracklist
1. Plug It In & Turn Me On
2. Go to Sleep
3. I Would Stay
4. Won't Cry
5. Out of My Bed
6. All Unsaid
7. I Apologize
8. Don't Crush Me
9. Play This Game With Me
10. All My Life
11. Everybody's Gotta Learn Sometime
12. You Can Say
13. Sweet Goodbyes

## Hitnotering
| "Sweet Goodbye" in de Nederlandse Album Top 100 - binnen: 01-08-2009 | "Sweet Goodbye" in de Nederlandse Album Top 100 - binnen: 01-08-2009 | "Sweet Goodbye" in de Nederlandse Album Top 100 - binnen: 01-08-2009 | "Sweet Goodbye" in de Nederlandse Album Top 100 - binnen: 01-08-2009 | "Sweet Goodbye" in de Nederlandse Album Top 100 - binnen: 01-08-2009 | "Sweet Goodbye" in de Nederlandse Album Top 100 - binnen: 01-08-2009 | "Sweet Goodbye" in de Nederlandse Album Top 100 - binnen: 01-08-2009 | "Sweet Goodbye" in de Nederlandse Album Top 100 - binnen: 01-08-2009 | "Sweet Goodbye" in de Nederlandse Album Top 100 - binnen: 01-08-2009 | "Sweet Goodbye" in de Nederlandse Album Top 100 - binnen: 01-08-2009 | "Sweet Goodbye" in de Nederlandse Album Top 100 - binnen: 01-08-2009 | "Sweet Goodbye" in de Nederlandse Album Top 100 - binnen: 01-08-2009 | "Sweet Goodbye" in de Nederlandse Album Top 100 - binnen: 01-08-2009 | "Sweet Goodbye" in de Nederlandse Album Top 100 - binnen: 01-08-2009 | "Sweet Goodbye" in de Nederlandse Album Top 100 - binnen: 01-08-2009 | "Sweet Goodbye" in de Nederlandse Album Top 100 - binnen: 01-08-2009 |
| Week                                                                 | 01                                                                   | 02                                                                   | 03                                                                   | 04                                                                   | 05                                                                   | 06                                                                   | 07                                                                   | 08                                                                   | 09                                                                   | 10                                                                   | 11                                                                   | 12                                                                   | 13                                                                   | 14                                                                   |                                                                      |
| -------------------------------------------------------------------- | -------------------------------------------------------------------- | -------------------------------------------------------------------- | -------------------------------------------------------------------- | -------------------------------------------------------------------- | -------------------------------------------------------------------- | -------------------------------------------------------------------- | -------------------------------------------------------------------- | -------------------------------------------------------------------- | -------------------------------------------------------------------- | -------------------------------------------------------------------- | -------------------------------------------------------------------- | -------------------------------------------------------------------- | -------------------------------------------------------------------- | -------------------------------------------------------------------- | -------------------------------------------------------------------- |
| Nummer                                                               | 2                                                                    | 5                                                                    | 6                                                                    | 8                                                                    | 16                                                                   | 14                                                                   | 22                                                                   | 37                                                                   | 37                                                                   | 44                                                                   | 56                                                                   | 68                                                                   | 60                                                                   | 71                                                                   | uit                                                                  |